# Hegarmulya
Hegarmulya is een bestuurslaag in het regentschap Sukabumi van de provincie West-Java, Indonesië. Hegarmulya telt 3714 inwoners (volkstelling 2010).